# Centrale nucleare di Seversk
La centrale nucleare di Seversk (in russo Се́верск АЭС II) è una centrale nucleare russa situata presso la città di Seversk nell'oblast di Tomsk. L'impianto sarà affiancato da un secondo impianto elettrico composto da reattori VVER-TOI.
La centrale è prevista essere composta da 1 reattori da 300 MW di tipologia BREST-300, innovativo reattore veloce raffreddato al piombo e situato presso il sito della Siberian Chemical Combine. Il reattore funzionerà con combustibile misto uranio-plutonio nitruro (MNUP), sviluppato appositamente per questo impianto come "soluzione ottimale" per reattori veloci.